# Canongate Bridge
Die Canongate Bridge ist eine ehemalige Straßenbrücke in der schottischen Kleinstadt Jedburgh in der Council Area Scottish Borders. Die heute nur noch von Fußgängern genutzte Bogenbrücke wurde 1971 in die schottischen Denkmallisten in der höchsten Denkmalkategorie A aufgenommen.

## Beschreibung
Die Canongate Bridge ist eine Steinbogenbrücke aus dem 16. Jahrhundert, welche das Jed Water im Zentrum von Jedburgh quert. Der Mauerwerksviadukt aus cremefarbenem Sandstein überspannt den Fluss mit drei Segmentbögen, von denen einer über Land verläuft. Die Fahrbahn ist bis zu drei Meter breit. Aus der Zeit als die Canongate Bridge noch als Straßenbrücke genutzt wurde, sind Fußgängerbuchten oberhalb der spitz hervortretenden Eisbrecher erhalten. Heute ist die Brücke für den motorisierten Verkehr gesperrt. Einst befand sich in ihrer Mitte ein Torhaus, welches zwischenzeitlich abgebrochen wurde.